# Tarfe
Tarfe (en grec antic Τάρφη) era el nom de una antiga ciutat grega de la Lòcrida Epicnèmida que Homer menciona al "Catàleg de les naus" de la Ilíada.
Segons Estrabó es trobava a 20 estadis de la ciutat de Trònion, la capital dels locris. Afegeix que el seu territori era fèrtil i ben arbrat, i que va canviar de nom i es va dir Farigas (Φαρύγαι). En aquella ciutat hi havia un temple dedicat a Hera Farígea, i els seus habitants deien que eren colons que procedien d'Argos.